# Tinthia mianjangalica
Tinthia mianjangalica is een vlinder uit de familie wespvlinders (Sesiidae), onderfamilie Tinthiinae.
Tinthia mianjangalica is voor het eerst wetenschappelijk beschreven door Laštuvka in 1997. De soort komt voor in het Palearctisch gebied.